# Hvězdoplavba, aneb Malá kosmická odysea
Ἰωάννης Πυρεῖα = (Jan Křesadlo)
Ποιητοῦ ἀδήλου ΑΣΤΡΟΝΑΥΤΙΛΊΑ ἢ ἡ Μικροοδυσσεία ἡ κοσμική = neznámého básníka Hvězdoplavba, aneb Malá kosmická odysea (1994) je vrcholné literární dílo básníka a spisovatele Jana Křesadla, jedno z nejvýstřednějších a nejpozoruhodnějších v české literatuře. Vydáno bylo až po jeho smrti, bibliofilsky, coby knižní pomník. (nakl. Ivo Železný 1995, ISBN 80-237-2452-5). Redigované e-vydání zpřístupnila Městská knihovna v Praze  .
Je to epická báseň, čítající 6576 veršů hexametrem v homérské starořečtině, s paralelním českým překladem v přízvučném hexametru, postmoderní science-fiction příběh, který vychází z filosofického postulátu kvantové fyziky, že aby něco existovalo, musí být pozorováno. Hlavním pozorovatelem jsoucna se ukáže být jistá ovce. Zničení ovce by znamenalo konec všeho. Ovci, jež sleduje vesmír unese zloduch, pronásledován jakousi jednotkou rychlého nasazení, jejíž kapitán se jmenuje Udeis, (= nikdo, po vzoru kapitána Nema).

## Obsah díla
1. Předmluva
2. Epistola ad lectorem doctum
3. Synopsis brevior
4. Předznamenání

Samotný děj se dělí podle řecké abecedy na 24 příběhů, každý z nich téměř samostatný, kupř. na jiné planetě, po vzoru televizního seriálu Star Trek.
1. α – Předzpěv. Ovce pozorující vesmír, zloděj Mandys a počátek Hvězdoplavby.
2. β – O lesbičankách.
3. γ – O zobonoscích.
4. δ – O zoofytech.
5. ε – O degenerátech.
6. ζ – O dvojité planetě a ostatních věcech.
7. η – O kosmobiontech. Nemova statečnost.
8. θ – O motýlicích, Grogalech a proroku.
9. ι – O chvostnatých ženách a lžipsech.
10. κ – O klokanech a o chycení a útěku Mandyse.
11. λ – O celibátních mužích a co s tím souviselo.
12. μ – Bitva mužů a žen. Nemo zajatcem a gladiátorem. Statečnost robotů. Proradnost krále.
13. ν – O rozličných tvorech na planetách.
14. ξ – Schůze astronautů. Rekreační planeta. Kyptova zlotřilost a jeho pronásledování.
15. ο – O královské dceři, obludě a šlechetném zachránci podle archetypického schématu.
16. π – Vzpoura robotů. Pošetilost Franty a jeho vyléčení.
17. ρ – O lupičích a zajetí Elefanta a Franty.
18. σ – O Grogalově chrámu a jeho strážcích. Výtečnost Burdy. O papouščích kentaurech.
19. τ – Orákulum proroka Grogala.
20. υ – O dalších kosmických pirátech a o divných planetách, zejména pak o hypnotických zvířatech.
21. φ – O strážcích času. Obratnost a statečnost Franty.
22. χ – Dostižení Mandyse a jeho lstivost.
23. ψ – Mandysův klam a útěk. Příchod strážců času a jejich vměšování. Nemova, Frantova a Tondova honba na Mandyse.
24. ω – Chycení Mandyse a ovce. Básně zvrat a konec.

Následuje:
1. Komentář k dokončenému překladu (báseň)
2. Greek-English Glossary of unusual words
3. Το τοῦ ἔπους εὑρητήριον (řecký rejstřík)

Jako náznak hravosti textu uveďme, že samotný děj uvádí česká předmluva ve stylu čapkovské mystifikace, jak prý přišel Jan Křesadlo k tomu, aby se pokusil do češtiny přeložit řecký originál „od neznámého autora“. Jde prý o skutečný cestopis, jehož údajným autorem je časoprostorem cestující kapitán Udeis/Nemo, (To ostatně potvrzuje „copyright Nemo“ na řecký text vydání.) Nemův cestopis byl zapsán jeho universálním překladatelem Frantou, (což je tvor připomínající skunka, celý však z mozkové tkáně.) Franta, který nemá všeobecný zdravý rozum, to však nedomyšleně provedl ve starořečtině, prý aby se touto zvláštností text lépe proslavil. Tak to alespoň komentuje postava 'archiváře Divíška', který onen řecký text Křesadlovi prý přinesl k překladu. (Zbývá však možnost, že to údajný Divíšek napsal sám.)
Po předmluvě pokračuje souhrn latinsky, pro erudované. Řecké novotvary jsou vysvětleny v řecko-anglickém rejstříku.